# برج روسیه
برج روسیه (روسی: Башня Россия (Bashnya Rossiya) یک پروژه آسمان‌خراش بود که برای مرکز بین‌المللی کسب‌وکار مسکو در مسکو، روسیه برنامه‌ریزی شده بود. این پروژه آغاز شد اما در نهایت به دلیل بحران مالی سال ۲۰۰۸ لغو شد. پروژه برج‌های نیوا جایگزین آن شد.

## توسعه
ایده اولیه این ساختمان در سال ۱۹۹۴ مطرح شد. از آن زمان، مکان برنامه‌ریزی‌شده برج پنج بار تغییر کرده است. یکی از مفاهیم پیشنهادی، توسط نورمن فاستر، قرار بود به ارتفاع ۱ کیلومتر (۰٫۶۲ مایل) برسد. با حال، این طرح توسط شهردار مسکو، یوری لوژکوف، لغو شد.
در سال ۲۰۰۶، در موزه پوشکین در مسکو، طرح‌های پیشنهادی برج روسیه ارائه شد. مدل نورمن فاستر برنده شد. این نسخه ۲۰۰۶ دارای ارتفاع ۶۱۲ متر و ۱۱۸ طبقه بود. ساخت و ساز در سپتامبر ۲۰۰۷ آغاز شد و تاریخ اتمام آن سال ۲۰۱۲ بود که بعداً به سال ۲۰۱۶ موکول شد.
مساحت کل سازه ۵۲۰٬۰۰۰ متر مربع (۵٬۶۰۰٬۰۰۰ فوت مربع) را پوشش می‌داد. که تقریباً ۲۰۰٬۰۰۰ متر مربع (۲٬۲۰۰٬۰۰۰ فوت مربع) از آن در زیر زمین قرار می‌گرفت. این برج شامل ۱۱۸ طبقه، ۱۰۱ آسانسور و ۳۶۸۰ فضای پارکینگ زیرزمینی می‌شد. مغازه‌های خرده‌فروشی تجاری در پایه ساختمان قرار داشتند. پیش‌بینی می‌شد حداکثر ظرفیت ساختمان حدود ۳۰٬۰۰۰ نفر باشد.
شرکت توسعه‌دهنده برج، پروژه را متوقف و ساخت‌وساز را در نوامبر ۲۰۰۸ متوقف کرد، آن را در فوریه ۲۰۰۹ به حالت تعلیق درآورد و رسماً در ژوئن ۲۰۰۹ آن را لغو کرد . بحران مالی سال ۲۰۰۸ منجر به مشکلاتی در تأمین مالی پروژه شد.

## سوابق مالی و تجاری
پیشنهاد ساخت برج روسیه در سال ۱۹۹۴ در زمین‌های شماره ۲ و ۳ مرکز تجارت بین‌المللی مسکو مطرح شد و قرار بود بلندترین ساختمان جهان ۶۴۸ متر (۲٬۱۲۶ فوت) باشد. برج ۱۲۵ طبقه. این برج توسط شرکت معماری مستقر در شیکاگو ، اسکیدمور، اوینگز و مریل، طراحی شده است.
محل ساخت آن به زودی به قطعه ۱۴ منتقل شد. در اواسط سال ۲۰۰۳، یک به‌روزرسانی، ۶۴۸ متر (۲٬۱۲۶ فوت)، طرح ۱۳۴ طبقه تصویب شده بود و محل به قطعات ۱۷ و ۱۸ منتقل شد. در ژانویه ۲۰۰۴، شرکت توسعه مسکو (گروه اس تی تی) به عنوان سرمایه‌گذار و توسعه‌دهنده اصلی این پروژه ۲ میلیارد دلاری منصوب شد.
در ۱۸ سپتامبر ۲۰۰۷، سنگ بنای ساختمان طی مراسمی گذاشته شد.
خبرگزاری روسی اینترفاکس در ۲۱ نوامبر ۲۰۰۸ گزارش داد که ساخت و ساز برج متوقف شده است. شالوا چیگیرینسکی، رئیس شرکت توسعه برج، اظهار داشت که بحران مالی سال ۲۰۰۸ باعث شده است که او نتواند بودجه لازم برای این پروژه را تأمین کند و همچنین تقاضا برای فضای اداری برج را از بین برده است، حتی اگر ساختمان بتواند تکمیل شود.
در ۳ دسامبر ۲۰۰۸، شرکت نفت روسی سیبیر انرژی موافقت کرد که تعدادی از دارایی‌های ملکی، از جمله برج روسیه، را از چیگیرینسکی خریداری کند. از آنجایی که چیگیرینسکی سهامدار عمده سیبیر انرژی بود، هدف از این خرید، کاهش فشارهای مالی بر او بود تا مجبور به فروش سهام شرکت خود نشود و در نتیجه شرکت بتواند ساختار سهامداران فعلی خود را حفظ کند.
با این حال، بسیاری از تحلیلگران اخبار تجاری این اقدام را محکوم کردند و استدلال کردند که چنین استفاده‌ای از سرمایه تجاری شرکت نفت برای کمک به چیگیرینسکی با خرید دارایی‌های املاک و مستغلات او که از نظر اقتصادی در مضیقه بودند — که هیچ ارتباطی با تجارت اصلی نفت شرکت نداشتند — با قیمت‌های احتمالاً تورمی، برای سهامداران شرکت مضر بوده و تضاد منافع قابل توجهی را ایجاد می‌کند.
در ۱۲ فوریه ۲۰۰۹، اعلام شد که به احتمال زیاد برج روسیه ساخته نخواهد شد. دستیار توسعه‌دهنده پروژه اظهار داشت: «در اقتصاد امروز، پروژه‌ای با چنین مقیاسی دیگر برای ما امکان‌پذیر نیست و دیگر توجیه‌پذیر نیست.» به جای برج، شرکت پیشنهاد داد که از زمین برای ساخت سه آسمان‌خراش کوچک‌تر و یک پارکینگ بزرگ استفاده شود.
در ژوئن ۲۰۰۹، این پروژه رسماً لغو شد تا به پارکینگی برای ساختمان‌های موجود تبدیل شود. با این حال، تا سال ۲۰۲۰، ساختمان‌های کوچک‌تری، یعنی برج‌های نوا، در این محل ساخته شدند.